# Trestonia morrisi
Trestonia morrisi är en skalbaggsart som beskrevs av Martins och Maria Helena M. Galileo 2005. Trestonia morrisi ingår i släktet Trestonia och familjen långhorningar.
Artens utbredningsområde är Panama. Inga underarter finns listade i Catalogue of Life.